# La invasión Zygon
La invasión Zygon (The Zygon Invasion) es el título del séptimo episodio de la novena temporada moderna de la serie británica de ciencia ficción Doctor Who, emitido originalmente el 31 de octubre de 2015. Sirve como continuación de los eventos de El día del Doctor (2013), de cuyo final se hace un breve resumen en la introducción.

## Argumento
Tras los eventos de El día del Doctor, se creó una alianza entre Zygons y humanos por la cual 20 millones de Zygons se quedaron a vivir en paz en la Tierra disfrazados como humanos, y quedaron asimismo en la Tierra dos versiones de Osgood, una humana y otra Zygon, sin saber ninguna de las dos quién es quién y considerándose las dos híbridos y hermanas. El Doctor les encargó el conservar el tratado de paz, calificando el escenario de ruptura de ese tratado como "Escenario Pesadilla" y dándoles una caja que solo debían abrir en ese supuesto. Entretanto, una de las dos Osgood fue asesinada por Missy durante los eventos de Muerte en el cielo, tras lo cual la otra Osgood abandonó UNIT y se ocultó.
En la actualidad, unos Zygons rebeldes capturan a Osgood, pero no antes de que ella logre enviar el mensaje "Escenario pesadilla" al Doctor, poniéndole en guardia de que los Zygon han roto el pacto. Ahora hay 20 millones de Zygons repartidos por la Tierra y todos pueden tomar cualquier forma humana, lo que significa que cualquiera puede ser un enemigo. El Doctor, Clara y Kate Stewart deberán enfrentarse a la amenaza.

## Emisión y recepción
El episodio tuvo una audiencia nocturna de 3,87 millones de espectadores en Reino Unido y un 19,4% de cuota, con una puntuación de apreciación de 82.

### Recepción de la crítica
The Zygon Invasion recibió la aclamación de la crítica. Basado en 13 críticas, el episodio tuvo una puntuación perfecta del 100% en Rotten Tomatoes, el primero de la temporada en conseguirlo, con una media de 8,1 sobre 10. En el sitio se lee: "con The Zygon Invasion, Doctor Who ofrece un episodio emocionante que pone especial atención en el desarrollo de personajes y las consecuencias de los viajes en el tiempo". Los elementos del especialmente alabados por la crítica fueron la caracterización de Osgood, el final en cliffhanger y la temática política que se pudo ver durante el episodio.
Tim Martin de The Telegraph le dio al episodio 4 estrellas sobre 5, alabando particularmente la caracterización de Osgood como "seria, resolutiva y una fan sin complejos". Ross Ruediger de New York Magazine alabó sin reservas el episodio, dándole 5 estrellas sobre 5. Abrió su crítica diciendo que el episodio "se ha convertido probablemente en el episodio más importante de Doctor Who desde que Vincent y el Doctor trató la depresión allá por 2010". También alabó el guion de Harness, diciendo que hizo "un buen trabajo" con el personaje de Osgood, y alabó a los Zygons como "francamente bastante aterradores". También alabó la sorpresa argumental de Clara, diciendo que "el mayor triunfo del episodio en esta área es lo que han hecho con Clara, que es impactante en el primer visionado y una maestría en el segundo". Scott Collura de IGN también alabó el episodio, dándole una puntuación de 7,8, calificada como "Bueno". Alabó particularmente al personaje de Osgood y el "subtexto de los refugiados", mientras decía que "plantea algunas preguntas que hacen pensar".
Kaite Welsh de IndieWire alabó con fuerza el episodio, dándole una nota de A++, la más alta posible. Llamando al episodio "clásico", siguió diciendo que "cumple con creces las expectativas, con algunos comentarios políticos estelares, interpretaciones brillantes y algunos niños actores muy tétricos". Siguió alabando los temas políticos del episodio diciendo: "los paralelismos con los debates de la inmigración no son precisamente sutiles, pero están tan bien dibujados que es imposible que importe". Alisdair Wilkins de The A.V. Club también disfrutó del episodio, dándole una nota de B+. Dijo que el episodio "es metódico en la forma en que prepara la configuración para la historia de la semana que viene... pero no importa, porque aún tiene muchas escenas sobresalientes, en particular el enfrentamiento de Hitchley con su madre delante de la iglesia". Cerró su crítica diciendo: "las únicas preguntas reales que quedan por contestar son si este episodio ha generado expectativas para la semana que viene y si este episodio hará que La inversión Zygon llegue a lugares y explore cosas que no podría si no hubiera sido la segunda parte de una historia en dos episodios. Yo diría que sí a ambas".